# 6469 Armstrong
A 6469 Armstrong (ideiglenes jelöléssel 1982 PC) a Naprendszer kisbolygóövében található aszteroida. Antonín Mrkos fedezte fel 1982. augusztus 14-én. A kisbolygó a nevét Neil Armstrong amerikai űrhajósról kapta, aki az első ember volt, aki eljutott a Hold felszínére.